# Biskupi warszawscy
Biskupi warszawscy – biskupi diecezjalni i biskupi pomocniczy diecezji warszawskiej (od 1818 archidiecezji).

## Biskupi

### Biskupi diecezjalni
| Lata urzędowania | Biskup | Biskup                        | Uwagi |
| ---------------- | ------ | ----------------------------- | --- |
| 1800–1804        |        | Józef Miaskowski              | |
|                  |        | Ignacy Antoni Raczyński       | administrator apostolski w latach 1806–1818, w tym czasie najpierw biskup diecezjalny poznański, następnie arcybiskup metropolita gnieźnieński |
| 1819             |        | Franciszek Skarbek-Malczewski | arcybiskup metropolita, prymas Królestwa Polskiego                                                                                             |
| 1819–1823        |        | Szczepan Hołowczyc            | arcybiskup metropolita, prymas Królestwa Polskiego                                                                                             |
| 1824–1827        |        | Wojciech Józef Skarszewski    | arcybiskup metropolita, prymas Królestwa Polskiego                                                                                             |
| 1828–1829        |        | Jan Paweł Woronicz            | arcybiskup metropolita, prymas Królestwa Polskiego                                                                                             |
| 1837–1838        |        | Stanisław Kostka Choromański  | arcybiskup metropolita |
| 1857–1861        |        | Antoni Melchior Fijałkowski   | arcybiskup metropolita |
| 1862–1883        |        | Zygmunt Szczęsny Feliński     | arcybiskup metropolita, święty Kościoła katolickiego                                                                                           |
| 1883–1912        |        | Wincenty Teofil Popiel        | arcybiskup metropolita |
| 1913–1938        |        | Aleksander Kakowski           | arcybiskup metropolita, prymas Królestwa Polskiego, kardynał                                                                                   |
|                  |        | Stanisław Gall                | administrator apostolski w latach 1940–1942 |
| 1946–1948        |        | August Hlond                  | arcybiskup metropolita, jednocześnie arcybiskup metropolita gnieźnieński, prymas Polski, kardynał                                              |
| 1948–1981        |        | Stefan Wyszyński              | arcybiskup metropolita, jednocześnie arcybiskup metropolita gnieźnieński, prymas Polski, kardynał, błogosławiony Kościoła katolickiego         |
| 1981–2006        |        | Józef Glemp                   | arcybiskup metropolita, do 1992 jednocześnie arcybiskup metropolita gnieźnieński, do 2009 prymas Polski, kardynał                              |
| 2007             |        | Stanisław Wielgus             | arcybiskup metropolita |
| 2007–2024        |        | Kazimierz Nycz                | arcybiskup metropolita, kardynał |
| od 2024          |        | Adrian Galbas                 | arcybiskup metropolita |

### Biskupi pomocniczy
| Lata urzędowania     | Biskup | Biskup                     | Uwagi |
| -------------------- | ------ | -------------------------- | --- |
| 1798–1808            |        | Jan Chrzciciel Albertrandi | |
| 1818–1831            |        | Daniel Ostrowski           | |
|                      |        | Jowin Fryderyk Bystrzycki  | nominat (1821) |
| 1822–1825            |        | Mikołaj Jan Manugiewicz    | następnie biskup diecezjalny sejneński |
| 1827–1829            |        | Franciszek Pawłowski       | następnie biskup koadiutor płocki, późniejszy biskup diecezjalny płocki |
| 1837–1844            |        | Tomasz Chmielewski         | |
| 1859–1861            |        | Jan Dekert                 | |
| 1859–1868            |        | Henryk Ludwik Plater       | |
|                      |        | Paweł Rzewuski             | nominat (1863–1892) |
| 1884–1925            |        | Kazimierz Ruszkiewicz      | |
| 1918–1919, 1933–1940 |        | Stanisław Gall             | w latach 1919–1932 biskup polowy Wojska Polskiego, następnie ponownie biskup pomocniczy warszawski, w latach 1940–1942 administrator apostolski archidiecezji warszawskiej |
| 1925–1926            |        | Władysław Szcześniak       | |
| 1928–1956            |        | Antoni Szlagowski          | |
| 1946–1968            |        | Zygmunt Choromański        | |
| 1946–1983            |        | Wacław Majewski            | |
| 1959–1986            |        | Jerzy Modzelewski          | |
| 1962–1993            |        | Bronisław Dąbrowski        | |
| 1969–1992            |        | Władysław Miziołek         | |
| 1970–1992            |        | Zbigniew Józef Kraszewski  | następnie biskup pomocniczy warszawsko-praski |
| 1982–1992            |        | Kazimierz Romaniuk         | następnie biskup diecezjalny warszawsko-praski |
| 1986–2013            |        | Marian Duś                 | |
| 1987–1992            |        | Stanisław Kędziora         | następnie biskup pomocniczy warszawsko-praski |
| 1990–1992            |        | Józef Zawitkowski          | następnie biskup pomocniczy łowicki |
| od 1994              |        | Piotr Jarecki              | |
| 1999–2014            |        | Tadeusz Pikus              | następnie biskup diecezjalny drohiczyński |
| od 2013              |        | Rafał Markowski            | |
| 2013–2015            |        | Józef Górzyński            | następnie arcybiskup koadiutor warmiński, późniejszy arcybiskup metropolita warmiński                                                                                      |
| od 2015              |        | Michał Janocha             | |